# Scrisorile de la Amarna

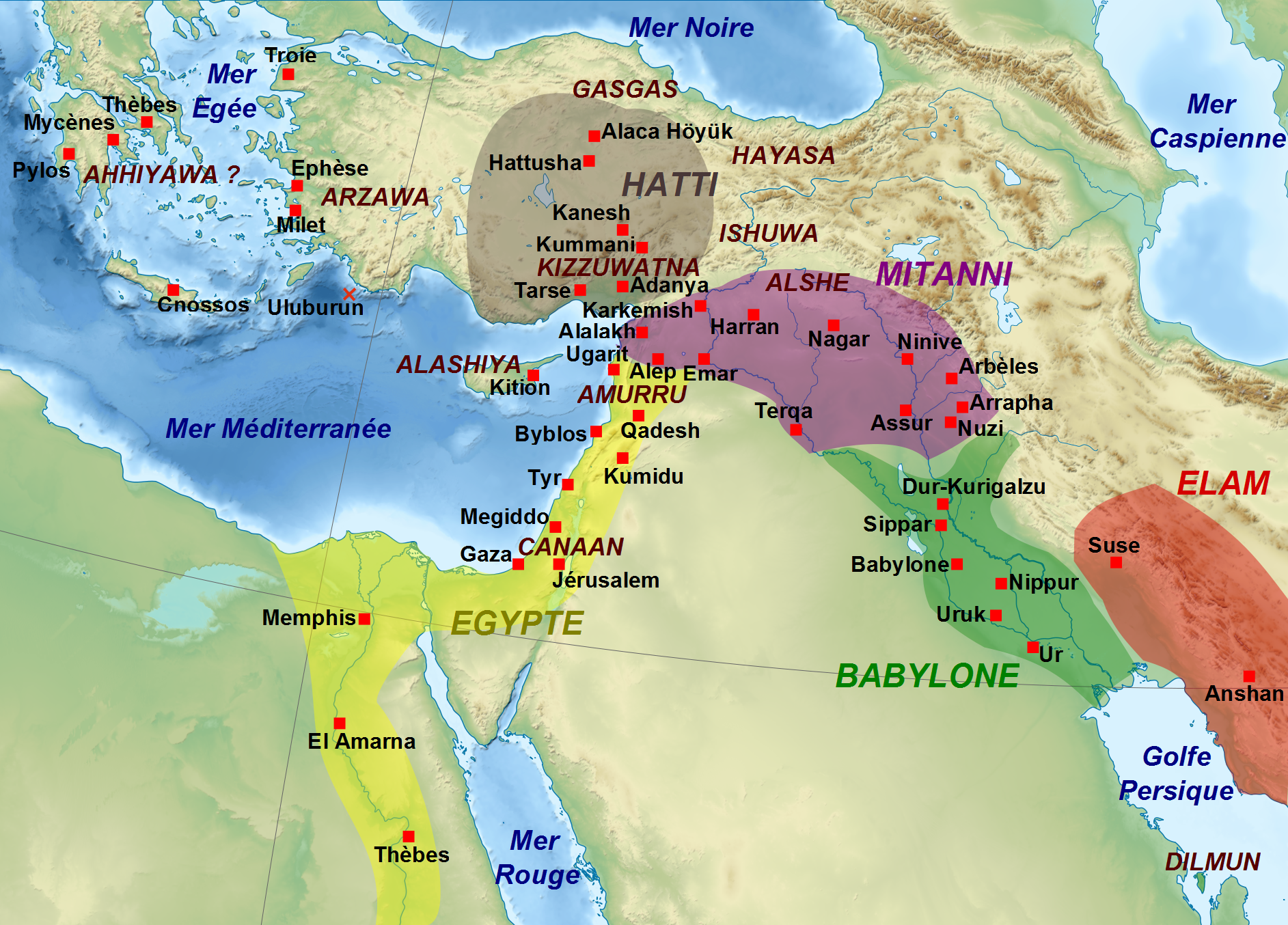
Harta geopolitică a Orientului Antic din perioada Scrisoriilor de la Amarna

Scrisorile de la Amarna sunt un monument epigrafic antic, datat spre mijlocul secolului al XIV-lea î.Hr. și compus din 382 tăblițe ceramice. Aceste plăci ceramice au fost descoperite întâmplător în anul 1885 de către o localnică din Tell el-Amarna, în Egipt. Considerate inițial falsificate, tăblițele de la Amarna se află azi în custodia unora din cele mai importante muzee și institute de cercetare din lume.
Acest monument istoric epigrafic, redactat în litere cuneiforme in diverse idiomuri antice, majoritatea in limba akkadiană, limba diplomatică regională, reprezintă corespondența diplomatică și militară purtată între reprezentanții diverselor state și orașe-state cu faraonii Amenophis al III-lea și fiul său Akhenaten. Unele din informațiile conținute în tăblițele de la Amarna dețin o valoare istorică excepțională pentru cunoașterea realităților istorice din statele supuse autorității politice și militare egiptene, printre care se număra și Canaan.
Acestea erau adresate Babiloniei, Asiriei, Canaanului, Siriei, Ciprului, Hitiților și Mitannilor, care datează din perioada faraonului Amenophis al III-lea, în care se stabilesc relațiile militare și politice dintre Egiptul Antic și fiecare stat.
Babiloniei îi sunt adresate 14 tăblițe, Canaanului 153, Feniciei 159, Hitiților patru, Ciprului șase, Mitannilor 13, iar Asiriei una singură.
Cele adresate regelui babilonian menționează existența unor triburi, numite Habiru, care ar putea avea legătură cu evreii. Dintre acestea se remarcă conducătorul Byblosului care cere ajutor militar egiptean în aproximativ 58 de tăblițe.